# 제밀라
제밀라(아랍어: جميلة, 프랑스어: Djémila)는 알제리의 마을로, 세티프 북동부 산악지대에 위치하며 마을 이름은 아랍어로 "아름다운 것"을 뜻한다. 라틴어로는 쿠이쿨(Cuicul)이라고 부른다.
고대 로마 시대의 유적이 남아 있으며 1982년 유네스코가 지정한 세계유산으로 선정되었다. 산악 지대인 지리적 특성을 고려하여 건설된 로마 건축 양식의 건물들이 남아 있는 것이 특징이며 극장과 2개의 포럼, 신전, 바실리카, 아치, 거리, 주택 등이 남아 있다.

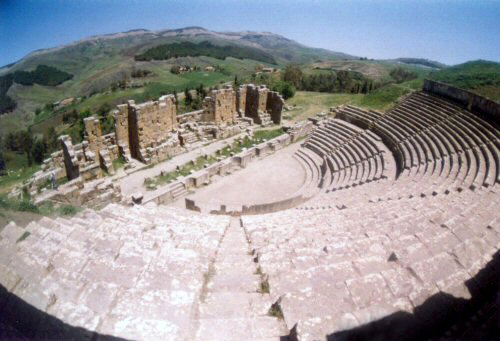
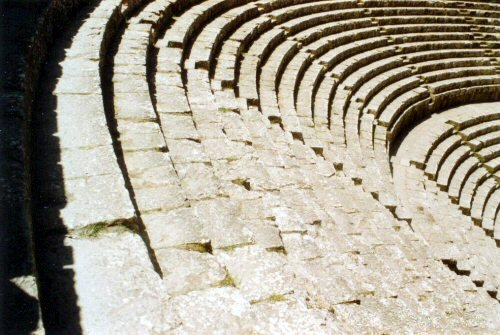
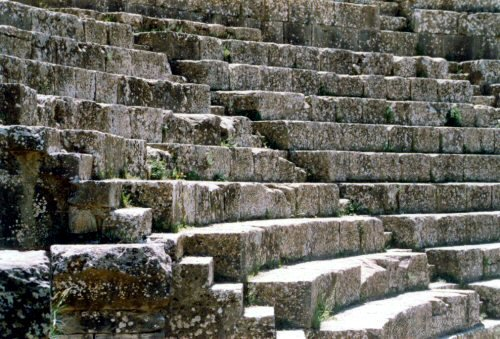